# ヒメアカタテハ

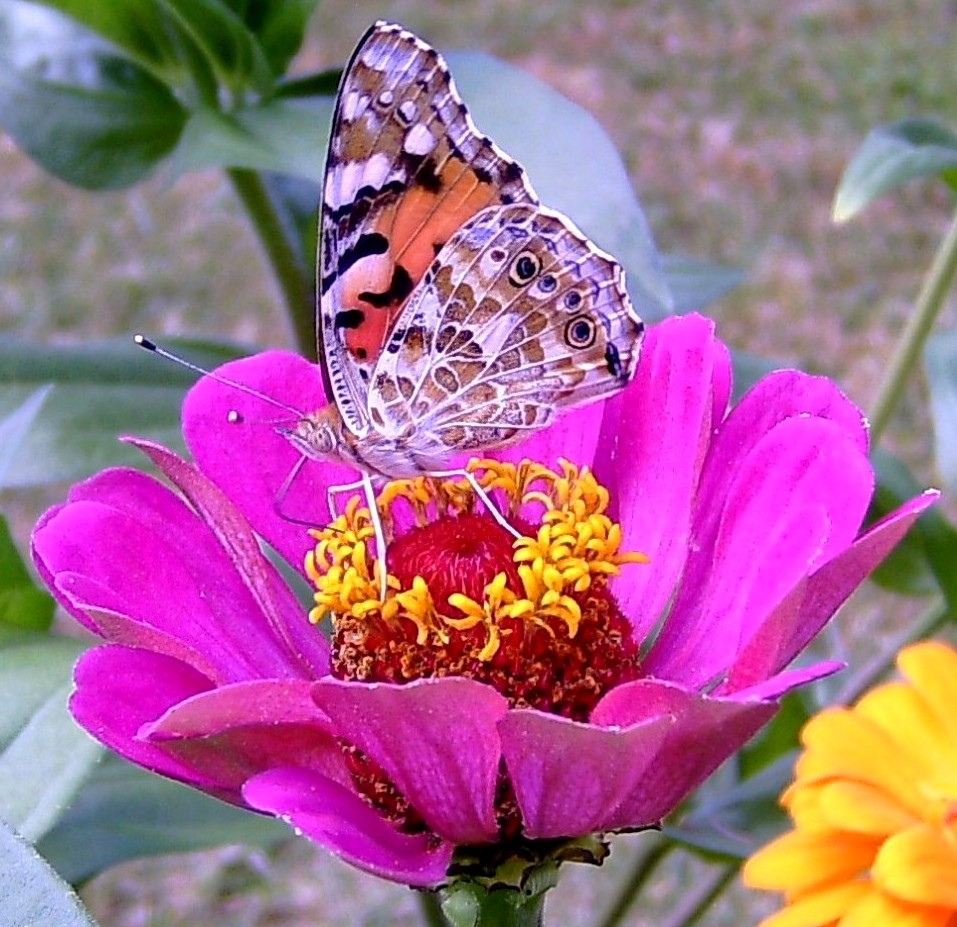
Vanessa cardui

ヒメアカタテハ（姫赤立羽、学名：　Vanessa cardui ）は、チョウ目・タテハチョウ科に分類されるチョウの一種。アカタテハに似たタテハチョウで、世界各地に広く分布し、渡り（長距離移動）をするチョウとしても知られる。

## 特徴
成虫の前翅長は3cm前後。前翅の先端は黒地に白の斑点、前翅の中央部には橙色地に黒の斑点がある。アカタテハによく似ているが、後翅の表側は褐色ではなく橙色で、黒い斑点が3列に、点線状に並んでいるので区別できる。飛んでいる個体を見ても、アカタテハが黒褐色が強いのに対し、ヒメアカタテハは橙色が強い。
触角の先端が白いのはタテハチョウ科に共通する特徴である。
|                               |                           |
| ヒメアカタテハ Vanessa cardui | アカタテハ Vanessa indica |

南アメリカ大陸と南極大陸を除く全ての大陸に分布していて、現在最も分布が広いチョウの一つである。ただしオーストラリアでの分布は西部の一部のみに限られる。
移動性が強く、越冬できないような冷帯や寒帯地方でも、夏から秋にかけて侵入や発生を繰り返す。日本でも秋に個体数が多くなる。
成虫は日当たりの良い草原に生息し、田畑の周辺などでよく見られる。不規則な軌道を描きながら速く飛び、各種の花を訪れる。また、オスは縄張りを作るので、田畑のあぜ道や林道の上などの一定の区間を往復する姿が見かけられる。
花以外にも樹液や獣糞、腐果に来るアカタテハに対し、本種は花以外には集まらない。

## 食草・越冬態
幼虫はキク科のハハコグサ、ヨモギ、ゴボウなどを食草とする。本州では成虫で越冬するといわれる一方、成虫は越冬能力を欠くという千葉県での実験結果も出ている。
ナガサキアゲハやクロコノマチョウと同じく、温暖化により北上しつつある種のひとつであり、温暖な地域では越冬態不定である。
アカタテハと同じく成虫越冬とされていた頃は、春に見られる成虫の翅が劣化していないことに疑問を感じた学者が冬に食草を探索して幼虫を見つけ出し、幼虫越冬とされたこともあった。